# Замок Ла Бюссьер
Замок Ла Бюссьер (фр. Château de La Bussière) — замок на воде на окраине французского округа Ла Бюссьер в регионе Центр — Долина Луары. Стоит приблизительно в 10 км к северо-востоку от Жьена, на юго-востоке департамента Луаре. Замок относится к Замкам Луары и стоит на Пути Жака Кёра (Route Jacques-Cœur). С ноября 1993 года некоторые части замка вошли в список исторических памятников Франции. В мае 1995 года другие части замка, находившиеся в частной собственности, также объявлены историческими памятниками.
С начала апреля до конца октября открыт Музей рыбной ловли, отчего замок иногда называется Замком рыбаков (фр. Château des Pêcheurs). Летом во дворе замка проводятся концерты классической музыки.

## История
Замок построен в XII веке как крепость. Его первым владельцем назван Этьен де Фан (фр. Étienne de Feins). В XVII веке Ла Бюссьер переоборудовали под частную резиденцию приближённого к французскому королевскому двору Луи де Тилет, происходившего из знатного дворянского рода. В 1814 году богатая графская семья Шасеваль покупает замок. В 1962 году потомки Шасевалей переоборудовали замок в музей.

## Музей
Обширные коллекции музея включают экспонаты рыболовного дела и предметы быта французской знати XVII века. Музейный комплекс включает главное здание замка, оранжереи, сады и красивый внутренний двор.

## Галерея
- Тыква в огороде
- Кухня
- Столовая
- Кистепёрая рыба в экспозиции